# Redukce pomocí hydrosilanů
Redukce pomocí hydrosilanů jsou reakce používané na hydrogenace a hydrogenolýzy organických sloučenin, patřící mezi iontové hydrogenace. Substrát zde reaguje s hydrosilanem a další sloučeninou, často se silnou kyselinou, což vede k přenosu hydridového iontu z křemíku na uhlík.

## Možnosti

### Deoxygenace alkoholů a organohalogenidů
Některé alkoholy lze redukovat na alkany reakcemi s hydrosilany za přítomnosti silných Lewisových nebo Brønstedových kyselin. V redukcích terciárních alkoholů je obvykle redukčním činidlem etherát fluoridu boritého. Primární alkoholy vyžadují nadbytek silanu, silnější Lewisovy kyseliny a delší reakční doby.
Někdy dochází k přesmykům. Dalšími vedlejšími reakcemi jsou nukleofilní ataky konjugovaných zásad na karbokationtových meziproduktech.
Organosilanové redukce substrátů s prostereogenními skupinami mívají často vysokou diastereoselektivitu. Redukcí kteréhokoliv diastereomeru 2-fenyl-norbornan-2-olu vzniká pouze endo diastereomer 2-fenylnorbornanu, tvorba exo diastereomeru nebyla pozorována.
Allylalkoholy mohou být deoxygenovány za přítomnosti terciárních alkoholů, s použitím etherového roztoku chloristanu lithného, sloužícího jako zdroj Li+.
Redukce alkylhalogenidů a alkyltriflátů mají obecně nižší výtěžky než redukce alkoholů; je při nich nutná Lewisova nebo Bronstedova kyselina.

### Redukce karbonylových sloučenin

#### Aldehydy a ketony
Polymerní hydrosilany, jako je polymethylhydrosiloxan (PHMS), mohou usnadňovat oddělování redukovaných produktů od křemíkatých vedlejších produktů.
Enantioselektivní redukce ketonů lze provést s použitím katalytických množství chirálních komplexů přechodných kovů.
V některých případech má přechodný kov úlohu Lewisovy kyseliny, která se koordinuje na kyslíkový atom ketonu; některé kovy (obzvláště měď) reagují s hydrosilany za tvorby hydridových meziproduktů, které jsou poté aktivními redukčními činidly.
Fenylcyklohexanon se redukuje za přítomnosti rhodiového katalyzátoru 1 a chloridu rhoditého, přičemž reakce není diastereoselektivní, ale má vysokou enantioselektivitu.

#### Estery
Estery lze lze zredukovat na alkoholy po nukleofilní aktivaci fluoridem cesným nebo draselným.
Aldehydy se za přítomnosti hydrosilanů a fluoridů hydrosilylují; vzniklé silylethery lze hydrolyzovat 1molární kyselinou chlorovodíkovou. Nejvyšší výtěžnosti se dosahují ve vysoce polárních rozpouštědlech.
{\displaystyle {\ce {{\mathit {n}}-C10H21CHO}}+{\color {Blue}{\ce {PhMe2Si}}}{\ce {H->[{\ce {TBAF}}][{\ce {rt}}]{\mathit {n}}-C10H21CH2O}}{\color {Blue}{\ce {SiMe2Ph}}}}
{\displaystyle {\begin{array}{lr}{\ce {Solvent}}&{\ce {Yield}}(\%)\\\hline {\ce {CH2Cl2}}&1\\{\ce {THF}}&9\\{\ce {Me2NCOH}}&56\\{\ce {DMPU}}&89\\{\ce {HMPA}}&91\end{array}}}

### Redukce vazeb C=C
Hydrosilany mohou redukovat 1,1-disubstituované vazby, které vytvářejí protonací stabilní terciární karbokationty. Trisubstituované dvojné vazby lze redukovat selektivně, pokud jsou přítomny 1,2-disubstituované a nebo monosubstituované alkeny.
Aromatické sloučeniny mohou být redukovány kyselinou trifluoroctovou a triethylsilanem. Substituované furany se redukují na tetrahydrofurany za vysokých výtěžků.
Při přípravě (+)-estronu se jako hlavní krok používá selektivní hydrosilanová redukce konjugovaného alkenu. Karbonylová skupina ketonu a izolované dvojné vazby zůstávají nezměněny.

### Štěpení etherů
Acetaly, ketaly a aminaly se také dají redukovat hydrosilany s kyselinami. Regioselektivní redukce acetalu s neekvivalentními kyslíky byla například zahrnuta do syntézy oseltamiviru (Tamiflu).
K funkčním skupinám redukovatelným pomocí hydrosilanů patří rovněž amidy, α,β-nenasycené estery enaminy, iminy a azidy.

## Bezpečnost
Kyselina trifluoroctová, často používaná v těchto redukcích, je silnou kyselinou a patří mezi žíraviny. Některé hydrosilany jsou samozápalné.